# Harpreet Singh
Harpreet Singh (ur. 27 kwietnia 1979) − indyjski bokser, wicemistrz igrzysk Wspólnoty Narodów (2006).

## Kariera amatorska
W lutym 2002 został mistrzem Indii w kategorii półciężkiej (81 kg.). W finale pokonał Gurusahiba Singha, wygrywając na punkty (24:7). W lipcu tego samego roku został brązowym medalistą mistrzostw Azji w kategorii półciężkiej. W lutym 2003 został zwycięzcą turnieju YMCA, który odbywał się w Nowe Delhi. W finale pokonał na punkty rodaka Harpala Singha. We wrześniu 2003 został mistrzem Indii w kategorii ciężkiej. W finale pokonał na punkty Sarvjeeta Singha. W 2004 został mistrzem Azji Południowej w kategorii półciężkiej. W finale jego rywalem był Bishnu Prasad Rijal.
W 2005 został mistrzem Indii w kategorii ciężkiej. W finale pokonał na punkty (22:12) Hardeepa Nagrę. 2006 rok rozpoczął od udziału w węgierskim turnieju Bocskai Memorial. Startujący w kategorii ciężkiej Indus w pierwszej walce pokonał Mohammada Sumara, wygrywając na punkty (21:7). W ćwierćfinałowym pojedynku przegrał z reprezentantem Chorwacji Vedranem Đipalo, ulegając mu wysoko na punkty (11:36). W marcu 2006 został srebrnym medalistą igrzysk Wspólnoty Narodów w kategorii ciężkiej. Rywalizację na igrzyskach rozpoczął od zwycięstwa nad Seanem Santaną, pokonując go przed czasem w czwartej rundzie. W ćwierćfinale pokonał reprezentanta Fidżi Navitalaię Cagiloaloę, wygrywając przed czasem w trzecim starciu. W półfinale już w pierwszej rundzie znokautował zawodnika z Barbadosu Andersona Emmanuela, a w finale uległ reprezentantowi Australii Bradowi Pittowi. W sierpniu 2006 został mistrzem Azji Południowej w kategorii ciężkiej. W finale pokonał przed czasem Tanveera Shaukata. W grudniu 2006 był uczestnikiem igrzysk Azjatyckich. Swój udział zakończył na ćwierćfinale, przegrywając z reprezentantem Syrii Nasserem al-Shamim.